# Station d'Anvers Zurenborg
La station d'Anvers Zurenborg est une ancienne gare vicinale belge de la Société nationale des chemins de fer vicinaux (SNCV) dans la commune d'Anvers en province d'Anvers.

## Histoire
La station devient en 1886 le terminus de la ligne Anvers - Lierre / Oostmalle (future ligne 42). En 1926 la ligne 41 vers Turnhout voit son terminus reporté de la porte de Turnhout à la station de Zurenborg.
En 1935 ces deux lignes voient leur terminus reporté à la place Roosevelt au centre d'Anvers par les voies du tramway urbain, la station ne sert plus que de dépôt pour ces lignes.

## Description
L'ensemble comporte un bâtiment voyageur donnant sur la Pretoriastraat construit en 1896 ainsi que des remises. L'ensemble des bâtiments d'origine ont été démolis.